# Springhill (Luisiana)
Springhill es una ciudad ubicada en la parroquia de Webster en el estado estadounidense de Luisiana. En el Censo de 2010 tenía una población de 5269 habitantes y una densidad poblacional de 323,38 personas por km².

## Geografía
Springhill se encuentra ubicada en las coordenadas 33°0′8″N 93°27′42″O / 33.00222, -93.46167. Según la Oficina del Censo de los Estados Unidos, Springhill tiene una superficie total de 16.29 km², de la cual 16.09 km² corresponden a tierra firme y (1.27%) 0.21 km² es agua.

## Demografía
Según el censo de 2010, había 5269 personas residiendo en Springhill. La densidad de población era de 323,38 hab./km². De los 5269 habitantes, Springhill estaba compuesto por el 63.64% blancos, el 33.97% eran afroamericanos, el 0.4% eran amerindios, el 0.38% eran asiáticos, el 0.06% eran isleños del Pacífico, el 0.57% eran de otras razas y el 0.99% pertenecían a dos o más razas. Del total de la población el 1.56% eran hispanos o latinos de cualquier raza.